# Shardlight
Shardlight ist ein Point-and-Click-Adventure des Entwicklerstudios Wadjet Eye Games aus dem Jahr 2016.

## Handlung
Die Welt von Shardlight ist durch einen Nuklearkrieg gezeichnet. Die Protagonisten Amy Wellard kämpft dort ums Überleben. Regiert wird die postapokalyptische Welt von machthungrigen Aristokraten, die alle verbleibenden Ressourcen besitzen. Es grassiert eine verheerende Krankheit namens grüner Lunge. Die Bevölkerung erhält nur Zugang zu einem Impfstoff, wenn sie riskante Aufträge für die Oberschicht annehmen.

## Spielprinzip und Technik
Shardlight ist ein Grafikadventure, bei dem der Spieler einen Charakter steuert, um die Umgebung zu erkunden, mit Menschen und Objekten zu interagieren und um Rätsel zu lösen. Im Dialog mit einem anderen Charakter erscheint ein Porträt von ihm in der Ecke des Bildschirms und der Spieler kann oftmals entscheiden, was der Protagonist sagen wird. Die Reaktionen und Handlungen der anderen Charaktere können sich je nachdem, was der Spieler wählt, ändern, und gegen Ende des Spiels bestimmen die Dialogoptionen, welches der drei alternativen Enden das Spiel nimmt.

## Entstehungsgeschichte
Autor Francisco Gonzales hatte zuvor schon die Adventure-Reihe Ben Jordan verantwortet. Ein zentrales Motiv Gonzales’ bei der technischen Ausgestaltung von Shardlight war die Vereinfachung des Interface gegenüber seinen vorherigen Spielen.

## Rezeption
Shardlight erhielt überwiegend positive Bewertungen. Die Rezensionsdatenbank Metacritic aggregiert 26 Rezensionen zu einem Mittelwert von 75. Das Fachmagazin Adventure Gamers sah einen stilvollen und einzigartigen Retro-Ansatz zum Thema Apokalypse, voller interessanter Charaktere und kleiner Design-Feinheiten. Das Magazin kritisierte, dass die Story ab der Hälfte des Spiels abflache und am Ende etwas huschig wirke. Die Hauptfigur sei sympathisch und greifbar. Das Endzeitsznario sei großartig erdacht. Die Rätsel seien solide und logisch, aber auch nicht ausgefallen oder schwierig. Insgesamt sei Shardlight kurzweilig und empfehlenswert.